# Philodendron imbe
Philodendron imbe là một loài thực vật có hoa trong họ Ráy (Araceae). Loài này được hort. ex Engl. miêu tả khoa học đầu tiên năm 1879.

## Hình ảnh

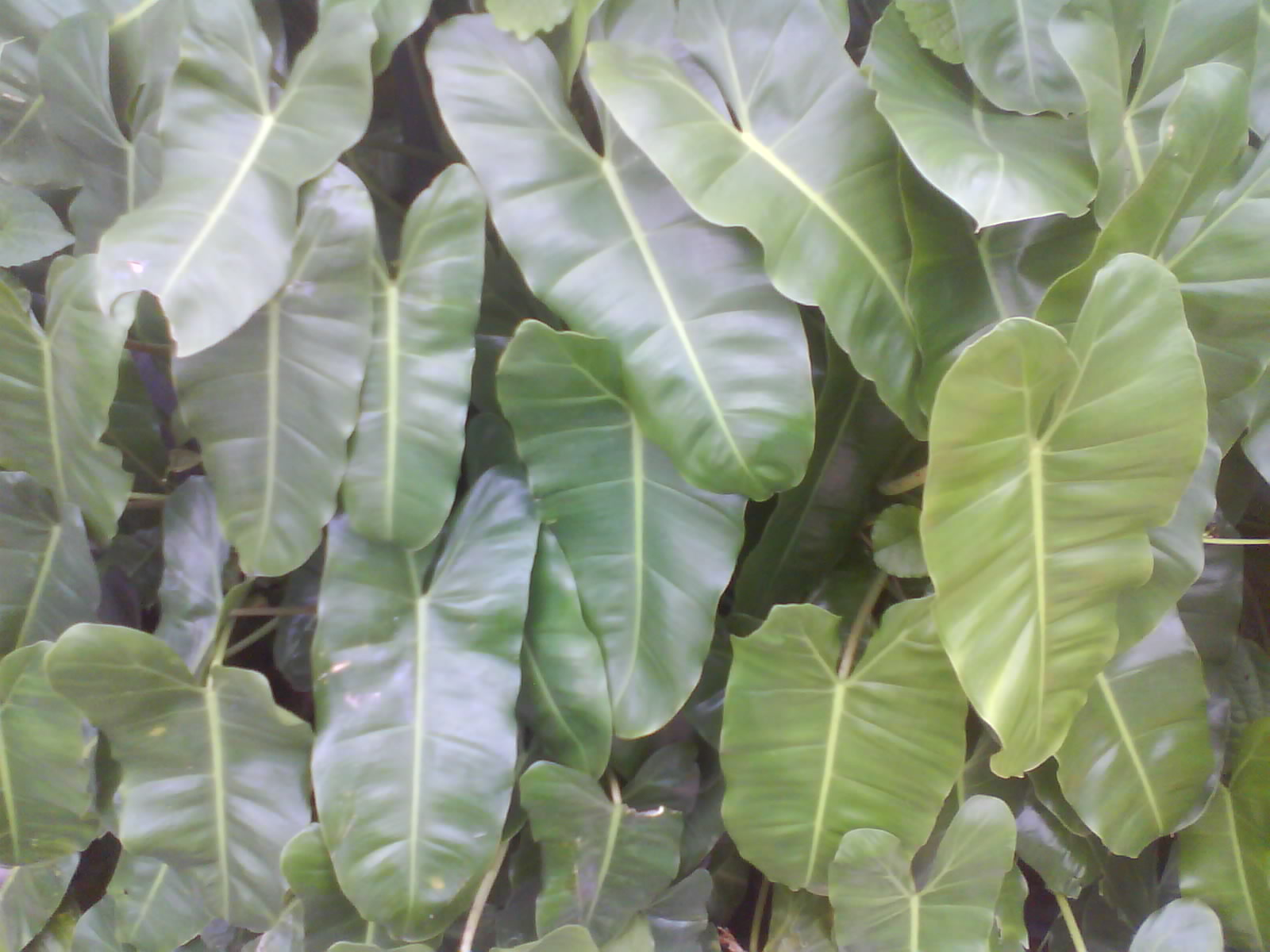
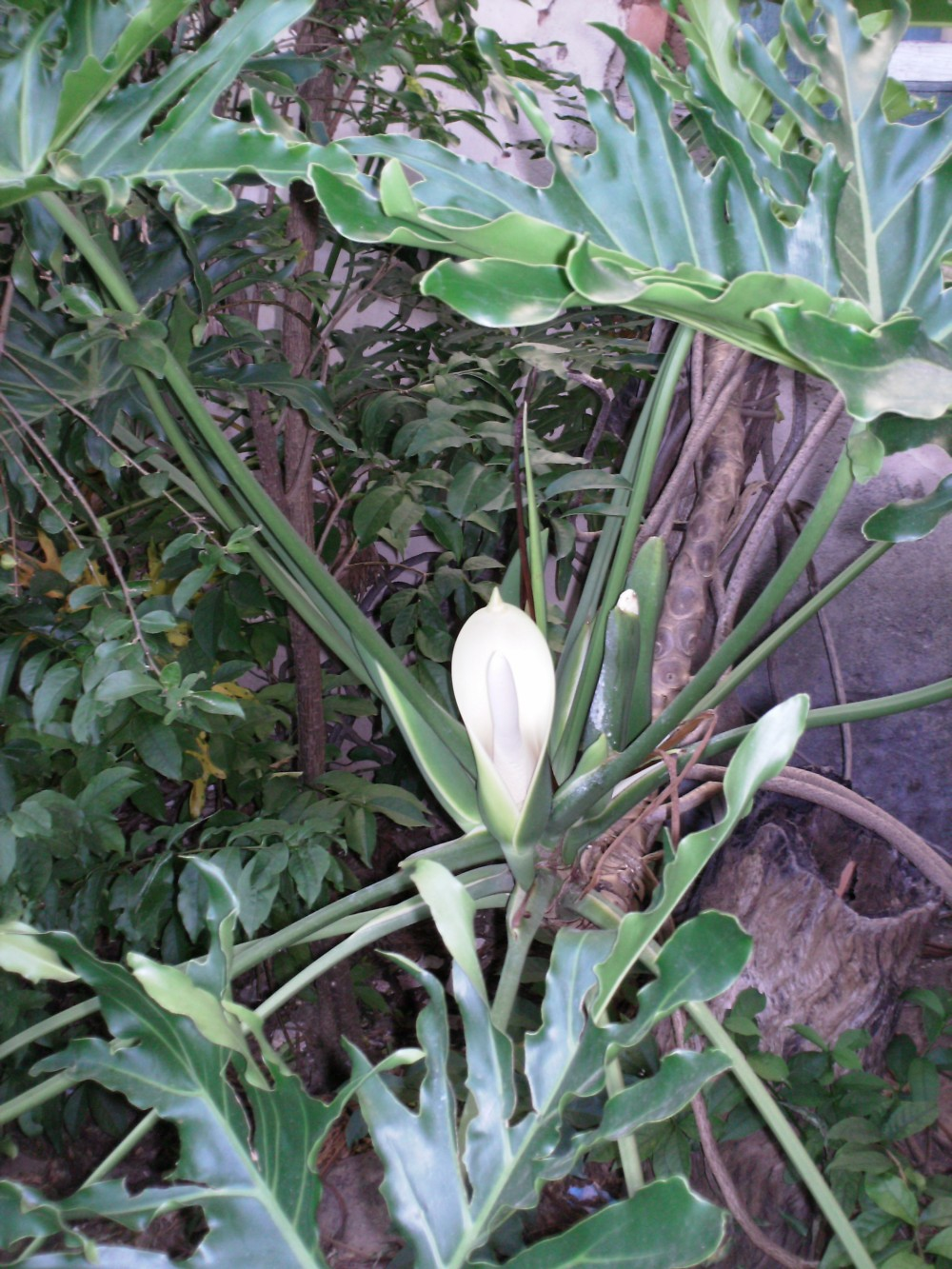